# Морено (Буэнос-Айрес)
Морено (исп. Moreno) — город в Аргентине, в провинции Буэнос-Айрес. Является административным центром одноимённого округа, который входит в состав агломерации Большой Буэнос-Айрес. По данным переписи 2010 года в городе проживает 453 тыс. жителей.
Морено находится в 40 км от Буэнос-Айреса. Его вокзал расположен на железной дороге Сармьенто. Граничит с городами Трухуи и Куартель V на севере, Пасо-дель-Реи на востоке и Франсиско-Альварес на западе, а также с реками Мерло и Реконкиста на юге.

## Название
Город был назван в честь адвоката Мариано Морено, который являлся одним из руководителей Патриотической хунты первого аргентинского правительства.

## Физико-географическая характеристика
Город расположен в северо-восточной части Аргентины примерно в 44 км к западу Буэнос-Айрес. Граничит на севере с городами Трухуи и Куартель V, на востоке с Пасо-дель-Реи, на западе с Франсиско-Альварес, и на юге с Мерло и рекой Реконкиста. Вместе с близкими городами находится в западной зоне агломерации Гран Буэнос Айрес.
Морено лежит в пампасской степи. Высота над уровнем моря — около 14 метров. Город расположен в зоне субтропического природного пояса. Климат — субтропический муссонный.
В год выпадает в среднем более 1000 мм осадков. Средняя температура летом выше +22 градусов, а зимой средняя температура опускается ниже +10 градусов. Ветер в основном южный, умеренный. В октябре и ноябре порывы ветра особенно сильные. В январе усиливаются порывы восточного и северо-восточного ветра, а в июле — юго-западного и западного.
В регионе почва наиболее соответствует категории луг. Почва небольших лугов является наносной из низин. Переходная почва занимает промежуточную позицию между двумя вышеупомянутыми.
Такая почва в особенности широко используется для сельскохозяйственных нужд, для которых не требуется большая полезная глубина почвы, как, например, для посадки зерновых, масличных и кормовых культур, поскольку при этом затрудняется проникание корней. Благодаря отсутствию фосфатов, иногда требуется оплодотворение почвы.

## История

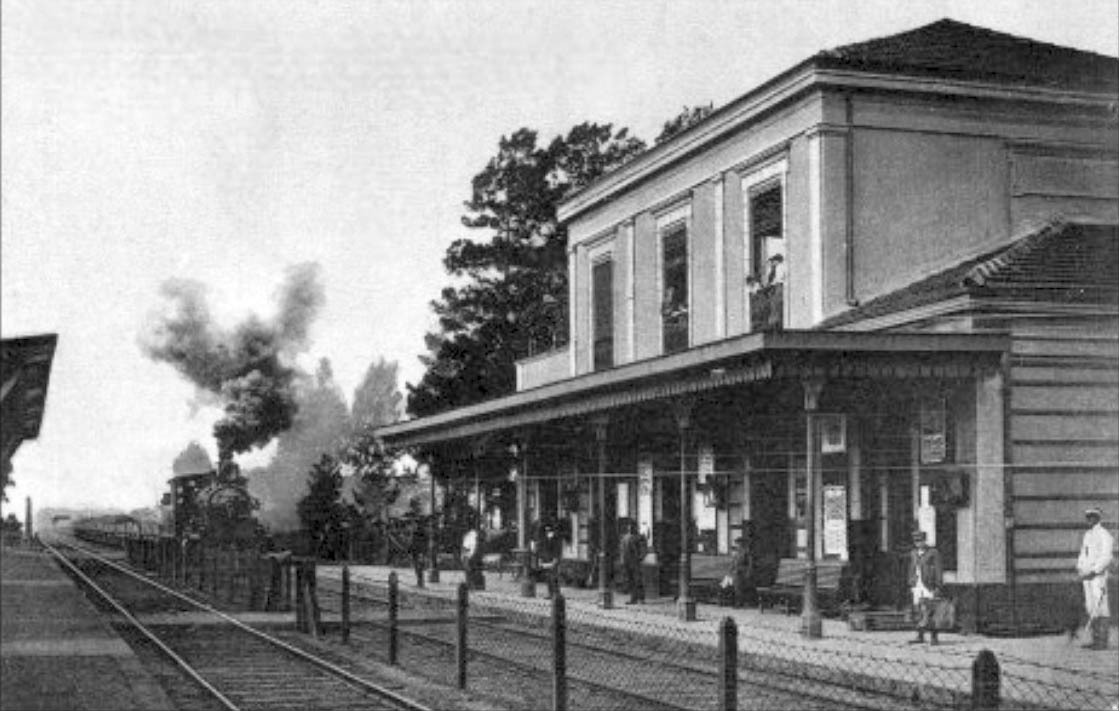
Вокзал Морено в 1874 году

Представители коренного населения — индейцы Керанди. Были истреблены конкистадорами и занесёнными ими европейскими болезнями (в особенности оспой). Продвижение арауканов на их территории вызвало их окончательное исчезновение. 

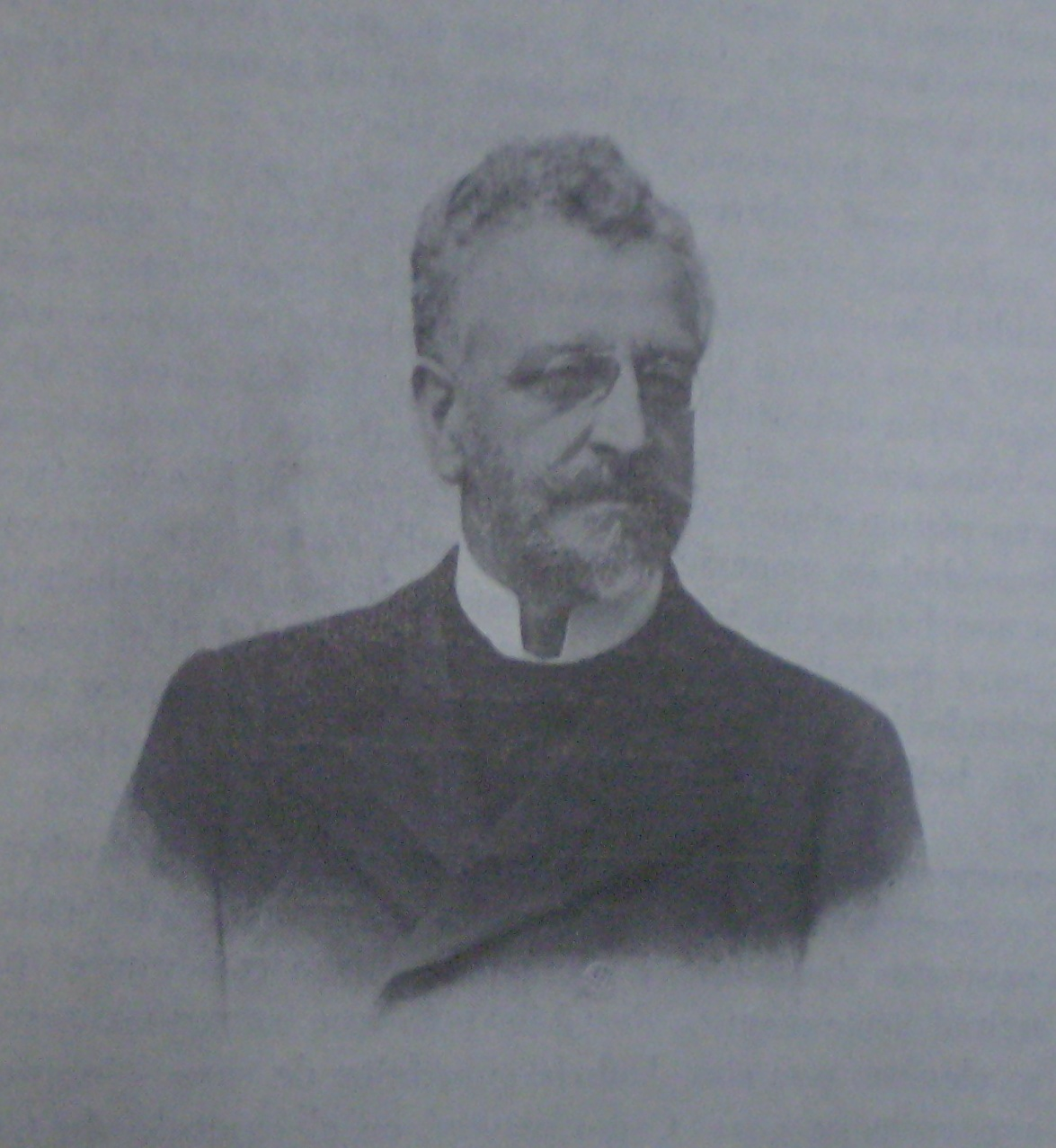
Амансио Алькорта, основатель города

В 12 апреля 1860 году был открыт вокзал Морено. Он расположен на линии Западной железной дороги Буэнос-Айреса (англ. Ferrocarril Oeste de Buenos Aires). Амансио Алькорта, владелец станции Пасо-Дель-Реи, пожертвовал земли, на которых была построена станция. На участках вокруг вокзала поселились первые жители. Первая экономическая активность в регионе была связана с железной дорогой. Постоялые дворы и продуктовые лавки обслуживали повозки и торговцев, которые посещали станцию, чтобы запастись продуктами местного производства. Железная дорога, открывавшая жителям новые возможности, притягивала в город новых жителей. Начался быстрый рост населения. Местность, в то время принадлежащая региону Лухан, развилась с внушительным воздействием национальной столицы[уточнить]. В 25 февраля 1865 года по указу руководства провинции был создан регион Морено. Первым мировым судьёй был назначен Педро Мартинес Мело. Он сформировал администрацию и провёл выборы в первую муниципальную комиссию. В том же году недавно построенный собор был освящен. 1 января следующего года муниципалитет разместился в здании, предоставленным руководством провинции
С 1997 года в городе располагается епархия Мерло-Морено.

## Политика
Морено является муниципальным административным центром. В центре города расположен дворец мэрии, в котором работает алькальд, а также главы администрации и округа. Согласно конституции округа мэр избирается сроком на 4 года. Муниципальный совет подчиняется законодательной власти. Чиновники органа исполняют обязанности 4 года, как и мэр. До 2006 года судебный департамент Мерседеса осуществлял юрисдикцию над городом и округом. В декабре того же года был создан судебный департамент Морено-Генераль-Родригес, отвечающий за судебную власть в этих округах.

## Транспорт

### Автомобильный транспорт
Через город проходят две автодороги национального значения: магистраль Acceso Oeste и магистраль 7, а также провинциальная магистраль, которая ведёт на север и соединяет Морено с городами Трухуи и Сан-Мигель.
Магистраль Acceso Oeste является одним из въездов в город Буэнос-Айрес. Она соединяет Морено с городами Пасо-дель-Рей, Мерло, Итусаинго, Морон и Буэнос-Айрес. Национальная магистраль состоит из 7 полос панамериканского шоссе. Она пересекает страну из востока в запад, и продолжается в Чили как Магистраль CH-60.

### Железнодорожный транспорт

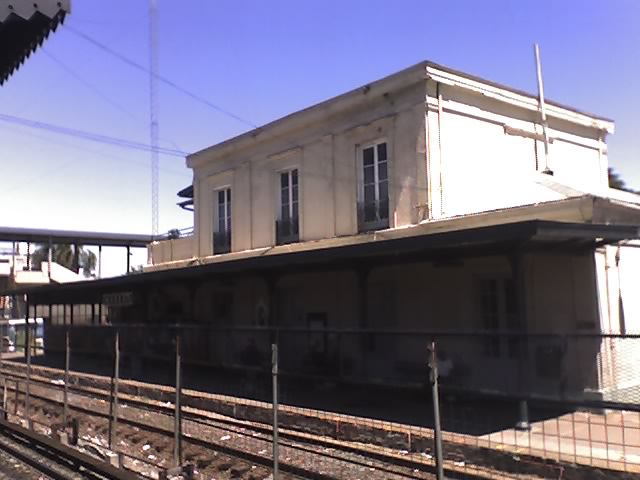
Железнодорожная станция Морено

Морено имеет вокзал на линии Сармьенто, которую оперирует государственная фирма Ferrocarriles Argentinos Operadora Ferroviaria. Станция была открыта в 1860 году, и в наши дни является западной станцией электроветви Морено-Онсе, а также восточной дизельной ветви Морено-Мерседес. Вследствие её характеристик, она — одна из самых активных линии. 

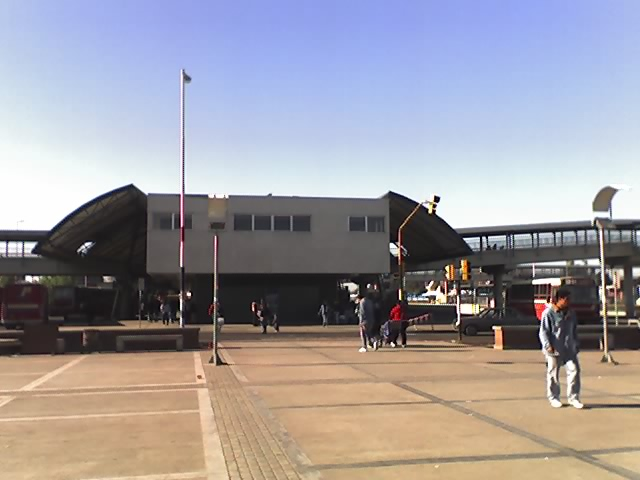
Центр пересадки

В 2006 году был открыт Центр пересадки Морено, площадью 1.465 м², с двумя мостами, которые соединяют железную дорогу с 16 автобусными станциями. Мосты также соединяют север и юг города.

### Городской пассажирский транспорт
В Морено городской транспорт представлен такси и автобусами. Компания La Perlita (линия 501) имеет монополию на услуги автотранспорта на территории муниципалитета Морено.

## Достопримечательности
На главной площади расположен памятник Мариано Морено. Он был построен итальянским скульптором Пиетро Коста, который вылепил статую во Флоренции и отправил её судном в Аргентину. Монумент был открыт 15 апреля 1877 года. Он является старейшем монументом в честь руководителя первой патриотической хунты.

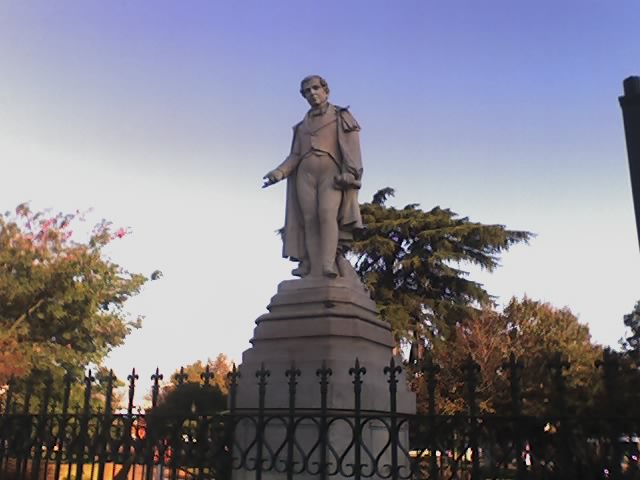
Памятник Мариано Морено (1788—1811) в центре одноименной площади

Напротив площади Мариано Морено (на улице Холи) находится кафедральный собор, который был открыт 5 ноября 1865 года. В 1950 году храм был сожжён. Из-за повреждений, причиненных огнём и разрушениями, вид собора представляет различные модификации по сравнению с его оригинальной формой. В нём располагается администрация епархии Мерло-Морено.
В районе Алькорта города работает Музей и Исторический Муниципальный Архив Алькорта (исп. Museo y Archivo Histórico Municipal Alcorta). Вначале музей работал во внутренних садах муниципального дворца. В 1966 году потомки Амансио Алькорта пожертвовали остов его эстансии и смежные участки. В последующие годы музей был переведен в его нынешнее местонахождение. В 1969 году он был объявлен историческим национальном памятником. Он состоит из двух зданий, с галереями и широким садом в окружении деревьев. В нём находятся 9 залов, разделённых по содержанию.

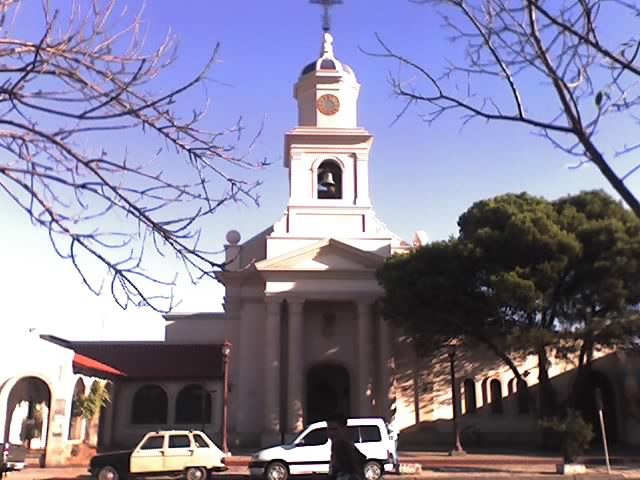
Вид собора, место администрации епархии Мерло-Морено

Неподалёку, в городе Ла-Реха находится озеро Сан-Франсиско, являющееся водохранилищем плотины Рохеро и одним из крупнейших озёр в провинции. Его площадь 400 гектаров. Рядом с озером расположен Муниципальный Парк Лос-Роблес, который имеет площадь 1000 га, из которых 270 составляет лес. В нём работает муниципальный лесопитомник. Рядом с озером находится особо охраняемый заповедник Плотина инженера Рохеро. Внутри парка можно посетить Муниципальный Музей Естествознания Франсиско Хавьер Муньиса.
Стоит отменить два традиционных центра, расположенных неподалёку от города: Лас-Эспуэлас в городе Франсиско-Альварес и Эль-Родео в Пасо-дель-Реи. Первый, принадлежащий Федерации провинции Буэнос-Айрес, является самым старым партидо, а второй был переведён в регион с Эль-Паломара в 1980 году. В Лас-Эспуэласе находятся место сбора и поле, на котором проходят такие традиционные мероприятия, как праздники гаучо, метание болеадорасов, а также фольклорный кордебалет. Эль-Родео располагает полем и музеем, который состоит из двух комнат.
Бытоживописец аргентинских пампас Флоренсио Молина Кампос владел загородным домом в этом партидо. С 1979 года он работает на улице, названной в его честь. Можно посетить участок, на котором он построил его владение, Лос-Эстривос.

### «Цветущий Морено»
С сентября 2000 года проходит ежегодная цветочная выставка «Цветущий Морено» (исп. Moreno Florece) в филиале местного супермаркета Carrefour на пересечении магистрали Acceso Oeste и улицы Грэма Белла. Вход свободный. Выставка организована Обществом производителей и владельцев оранжерей декоративных растений и цветов г. Партидо и муниципалитета Морено.

## Здравоохранение
В 1908 году была открыта Больница Мариано-и-Лусиано-де-ла-Вега. Она принадлежит седьмому санитарному региону Провинции Буэнос-Айрес и находится на улице Авенида дель Либертадор. В больнице находится оперативный центр муниципальной сети срочной медицинской помощи, которая помогает местным жителям и приезжим в партидо. Сеть оказывает услуги по различным социальным, культурным и спортивным событиям, а также по чрезвычайными происшествиям. Сеть выполняет стратегическую функцию в климатических катастрофах, взятии заложников и крупных мероприятиях
.
Частный сектор представлен двумя клиниками: Клиника Мариано Морено, на улице Уругвай, и Клиника
Алькорта, на улице Аристобуло-дель-Валье.

## Университет Морено
В 2009 году законом 26.575 был создан Национальный университет Морено (UNM), который работает в месте бывшего института Мерседес-де-Ласала-и-Риглос на улице Бартоломе Митре.
Генеральная цель этого заведения — культурное, общественное и экономическое развитие населения партидо Морено и региона посредством образования населения, а также научно-технологических новаций, которые содействуют культурному и социальному развитию Аргентины, человеческому и профессиональному развитию общества, а также решению общих проблем, в соответствии с потребностями местных жителей.